# 大島大橋 (長崎県)
大島大橋（おおしまおおはし）は、長崎県西海市にあり、西彼杵半島と同市大島町の寺島を結ぶ斜張橋である。寺島からは寺島大橋を経て大島へいたる。
1999年11月に供用開始し長崎県道路公社が大島大橋有料道路として管理していたが、2011年4月に無料開放された。

## 概要
- 路線名 長崎県道52号大島太田和線
- 起点 長崎県西海市大島町
- 終点 長崎県西海市西海町中浦北郷

## 沿革
1991年に着工し、公共事業費約190億円と有料道路事業費約100億円を合わせ総事業費は約290億円。1999年（平成11年）11月11日の午前11時11分11秒に供用開始された。
当初、有料道路事業費の100億円については、長崎県道路公社が2029年11月までの30年間に渡り通行料金を徴収して返済する事を前提に、国などから借り入れて資金を調達した。これにより供用は5年程度早まった。
2005年10月1日より通行料を700円から300円に下げ、これにより長崎県は建設出資金35億円のうち60%にあたる21億円の返済を免除。
2010年4月、大島大橋と同様、離島に架かる長崎県内の有料道路橋梁であった平戸大橋と生月大橋が、無料開放された事に伴い、西海市民からも大島大橋の無料化を求める機運が高まっていった。
これを受け、長崎県と西海市は実務者レベルでの協議を開始し、2010年度末で約38億円あった未償還金については、県の出資分にあたる14億円を長崎県が免除し、残りの24億円は市が合併特例債を活用する形で合意に至った。
2011年4月1日、無料開放。記念式典にて田中隆一西海市長ら関係者は“市民の悲願”と表現し無料化の実現を喜んだ。

## 有料当時の通行料金
- 普通車 300円
- 中型車 350円
- 大型車 (1) 500円
- 大型車 (2) 850円
- 軽自動車等 250円
- 軽車両等 30円